# Сім стихій (фільм)
«Сім стихій» (рос. «Семь стихий») — радянський художній фільм режисера Геннадія Іванова, знятий за мотивами однойменного науково-фантастичного роману Володимира Щербакова на Кіностудії ім. М. Горького в 1984 році. Прем'єра фільму відбулася в квітні 1985 року. Перший радянський фільм, випущений в квадрофонічному звучанні (покази відбулися в московському к/т «Космос» з відповідною апаратурою).

## Сюжет
На гарячій і вмираючій планеті в сузір'ї Центавра було відкрито глибоководне озеро. На дні озера знайдена невідома форма життя, що нагадує земні рослини. Знахідку ретельно досліджують в фітолабораторії Олега Янкова. Йому активно допомагають генетик Анурова і однокласник Олега — журналіст Гліб. Інопланетна квітка несподівано трансформується в жінку на ім'я Аїра. За посередництва представника більш розвинутої цивілізації вона намагається налагодити тісний контакт з фізиком Ольміним, який знаходиться на кінцевому етапі створення сонячної воронки. Це відкриття дозволить отримати величезну кількість дешевої енергії, завдяки якій стане можливим врятувати планету, що гине.

## У ролях
- Ігор Старигін —  Гліб
- Ірина Алфьорова —  Валентина Анурова
- Ханна Дуновська —  Аїра
- Улдіс Норенбергс —  Андрій Ольмін
- Олександр Філіппенко —  Олег Янков
- Борис Хімічев —  Ольховський
- Любов Віролайнен —  інопланетянка
- Олександр Васильєв —  Гліб в дитинстві
- Олена Тонунц —  доктор
- Паул Буткевич —  австралійський журналіст
- Микола Пеньков —  телекоментатор
- Олександр Васильєв —  журналіст
- Ян Янакієв — французький вчений
- Ервін Кнаусмюллер —  німецький вчений
- Хавалдар Аніл —  індійський вчений

## Знімальна група
- Автори сценарію:  Володимир Щербаков,  Геннадій Іванов
- Режисер-постановник:  Геннадій Іванов
- Оператор-постановник: Ауреліус Яциневічюс
- Композитор:  Едуард Артем'єв
- Художник-постановник:  Володимир Постернак
- Звукооператор: Борис Корешков